# Milnesium validum
Espèce
Milnesium validum est une espèce de tardigrades de la famille des Milnesiidae. 

## Distribution
Cette espèce est endémique d'Antarctique.

## Publication originale
- Pilato, Sabella, D'Urso & Lisi, 2017 : Two new species of Eutardigrada from Victoria Land, Antarctica. Zootaxa, no 4317(3), p. 541-558.